# Shin Ji
Đây là một Shin, họ là Lee.
Shin Ji, tên khai sinh Lee Ji-Seon (tiếng Hàn: 이지선, sinh ngày 18 tháng 11 năm 1981), là một ca sĩ, nhạc sĩ và diễn viên người Hàn Quốc. Cô theo học trường đại Dongduk Women's University - Khoa âm nhạc đại chúng. Cô xuất hiện lần đầu vào năm 1998 trong nhóm Koyote và viết lời cho một số bài hát của nhóm, bao gồm "I Love Rock & Roll". Cô là thành viên nữ duy nhất và là thành viên ban đầu của nhóm.

## Discography

### Album phòng thu
| Tiêu đề | Chi tiết album                                                                    | Vị trí cao nhất trên BXH | Doanh số     |
| Tiêu đề | Chi tiết album                                                                    | KOR                      | Doanh số     |
| ------- | --------------------------------------------------------------------------------- | ------------------------ | ------------ |
| Shin Ji | - Ngày phát hành: 17 tháng 7 năm 2008 - Nhãn đĩa: T Entertainment - Định dạng: CD | 20                       | - KOR: 5,775 |

### Đĩa đơn
| Tiêu đề                                                                   | Năm  | Vị trí cao nhất trên BXH | Album              |
| Tiêu đề                                                                   | Năm  | KOR                      | Album              |
| ------------------------------------------------------------------------- | ---- | ------------------------ | ------------------ |
| "Breaking Up Is Hard To Do" (이별이 안부를 묻다) narrated by Cha Tae-hyun | 2008 | không rõ                 | Shin Ji            |
| "Sunny Day" (해뜰날) feat. Mighty Mouth                                   | 2008 | không rõ                 | Shin Ji            |
| "Hero" (주인공) with Solbi                                                | 2009 | không rõ                 | The Shinbi         |
| "Looking For Love" (사랑을 찾아서) with Woo Jae of Typhoon                | 2010 | 76                       | không có album     |
| "In This Shape..." (이 모양 이 꼴로...)                                   | 2010 | 33                       | không có album     |
| "Because A Woman Cries" (여자를 울렸으니까)                               | 2011 | 41                       | không có album     |
| "Late Regret" (늦은 후회)                                                 | 2015 | —                        | không có album     |
| "My Heart Is Racing" (#두근두근)                                          | 2015 | —                        | không có album     |
| "How Long Time..." (얼마나 더...) with NC.A                               | 2015 | —                        | Time To Be A Woman |
| "Good Girl" (착한여자)                                                    | 2018 | —                        | không có album     |
| "Don't Try" (애쓰지 말아요)                                               | 2019 | —                        | không có album     |
| "Feel So Good" (느낌이 좋아)                                              | 2019 | —                        | không có album     |
| "—" biểu thị bản phát hành không có xếp hạng.                             |      |                          |                    |

### Nhạc phim
| Tiêu đề                            | Năm  | Album                      |
| ---------------------------------- | ---- | -------------------------- |
| "Always"                           | 2005 | Yogurting OST              |
| "You & I"                          | 2006 | Famous Chil Princesses OST |
| "Can't Even Sleep" (잠도 못자요)   | 2009 | Nơi tình yêu bắt đầu OST   |
| "Step By Step" (한걸음씩)          | 2010 | Cuộc đời lớn OST           |
| "Can You See?" (보이나요)          | 2014 | Aftermath OST              |
| "Sad Dream" (비몽) with Won Ju-hui | 2016 | Fantastic Duo Part 18 OST  |
| "I Will" (난)                      | 2018 | Secrets and Lies OST       |
| "Sweep Sweep"                      | 2020 | Gaduri Restaurant OST      |

## Danh sách video

### Phim truyền hình
| Năm       | Tên phim                    | Vai             | Kênh |
| --------- | --------------------------- | --------------- | ---- |
| 2006–2007 | Gia đình là số một          | Shin Ji         | MBC  |
| 2009–2010 | Gia đình là số một (phần 2) | Shin Ji (ep.81) | MBC  |

### Chương trình giải trí
| Năm  | Tên chương tình           | Kênh          | Ghi chú                     |
| ---- | ------------------------- | ------------- | --------------------------- |
| 2002 | Happy Together – Season 1 | KBS2          | khách mời (ep.23)           |
| 2003 | Happy Together – Season 1 | KBS2          | khách mời (ep.78–79,93,110) |
| 2004 | Happy Together – Season 1 | KBS2          | khách mời (ep.129)          |
| 2005 | Happy Together – Season 1 | KBS2          | khách mời (ep.164)          |
| 2007 | 2 Ngày & 1 Đêm – Mùa 1    | KBS2          | khách mời (ep.10–12)        |
| 2008 | Radio Star                | MBC           | khách mời (ep.60–61)        |
| 2013 | Radio Star                | MBC           | khách mời (ep.285)          |
| 2015 | 2 Ngày & 1 Đêm – Mùa 3    | KBS2          | khách mời (ep.76–78)        |
| 2016 | Fantastic Duo             | SBS           | khách mời (ep.25–26)        |
| 2016 | Happy Together – Season 3 | KBS2          | khách mời (ep.468)          |
| 2017 | Radio Star                | MBC           | khách mời(ep.508)           |
| 2017 | Infinite Challenge        | MBC           | khách mời (ep.514)          |
| 2018 | My Brain-fficial          | History Korea | khách mời (ep 3)            |
| 2018 | Real Man 300              | MBC           | Vai chính                   |
| 2019 | King of Mask Singer       | MBC           | thí sinh (ep 221–222)       |